# Медаль «В ознаменування 100-річчя з дня народження Володимира Ілліча Леніна»
Меда́ль «За до́блесну пра́цю (За військо́ву до́блесть). В ознаменува́ння 100-рі́ччя з дня наро́дження Володи́мира Ілліча́ Ле́ніна» — ювілейна медаль, державна нагорода СРСР. Введена указом Президії Верховної Ради СРСР 5 листопада 1969 року в ознаменування 100-ї річниці від дня народження В. І. Леніна. Автори малюнку медалі — художники М. О. Соколов та О. В. Козлов.
Медаль має два різновиди:
- «За доблесну працю. В ознаменування 100-річчя з дня народження Володимира Ілліча Леніна»;
- «За військову доблесть. В ознаменування 100-річчя з дня народження Володимира Ілліча Леніна»

## Опис
Медаль «За доблесну працю (За військову доблесть). В ознаменування 100-річчя з дня народження Володимира Ілліча Леніна» має форму правильного круга діаметром 32 мм, виготовлена з латуні.
На лицьовому боці медалі розміщене рельєфне профільне зображення В. І. Леніна, нижче якого розташовані дати «1870—1970».
На зворотному боці медалі написи — «ЗА ДОБЛЕСТНЫЙ ТРУД» або «ЗА ВОИНСКУЮ ДОБЛЕСТЬ» (у верхній частині по колу) та «В ОЗНАМЕНОВАНИЕ 100-ЛЕТИЯ СО ДНЯ РОЖДЕНИЯ В. И. ЛЕНИНА» (у центрі). В центральній частині — зображення серпа та молота, у нижній — маленька п'ятикутна зірочка. Усі зображення та написи — випуклі.
Медаль за допомогою вушка і кільця з'єднується з прямокутною колодочкою 29 мм завширшки та 25 мм заввишки. Внутрішня частина колодочки обтягнута шовковою муаровою стрічкою червоного кольору шириною 24 мм. На стрічці розміщено чотири подовжні смужки жовтого кольору: дві посередині, дві по краях.

## Нагородження медаллю
Ювілейною медаллю «За доблесну працю. В ознаменування 100-річчя з дня народження Володимира Ілліча Леніна» нагороджувалися:
- робітники, колгоспники, спеціалісти народного господарства, працівники державних установ та громадських організацій, дячи науки та культури, які довели високі зразки праці під час підготовки до ювілею В. І. Леніна;
- особи, які брали активну участь у боротьбі за встановлення Радянської влади або у захисті Батьківщини, або внесли особистою працею значний внесок у будівництво соціалізму в СРСР, які власним прикладом та громадською діяльністю допомагали КПРС виховувати зростаюче покоління.

Ювілейною медаллю «За військову доблесть. В ознаменування 100-річчя з дня народження Володимира Ілліча Леніна» нагороджувалися:
- військовослужбовці Радянської армії, Військово-Морського Флоту СРСР, військ Міністерства внутрішніх справ СРСР, військ та органів Комітету державної безпеки СРСР, які досягли відмінних показників у бойовій та політичній підготовці, високих результатів у керівництві військами та підтриманні їх бойової готовності під час підготовки до ювілею В. І. Леніна.

Також ювілейною медаллю могли нагороджуватися діячи міжнародного комуністичного та робітничого руху, інші іноземні діячи, які з точки зору радянської ідеалогії визначалися прогресивними.
Медаль носиться на лівій стороні грудей, за наявності у нагородженого інших орденів та медалей СРСР, що носяться на планці, розташовується вище та лівіше загальної планки, але нижче медалі «Золота Зірка» та медалі «Серп і Молот», а за відсутності зазначених знаків особої вдзнаки — на їх місці.
При носінні на загальній планці стрічка до ювілейної медалі «За доблесну працю (За військову доблесть). В ознаменування 100-річчя з дня народження Володимира Ілліча Леніна» розміщується після ленти до медалі «За трудову відзнаку».
Станом на 1 січня 1995 року ювілейними медалями «В ознаменування 100-річчя з дня народження Володимира Ілліча Леніна» було проведено понад 11 000 000 нагороджень (близько 9 мільйонів трудівників та близько 2 мільйонів військовослужбовців).